# إينيس إيفرون
اينيس ايفرون (بالإسبانية: Inés Efron)‏ هي مؤدية وممثلة مكسيكية وأرجنتينية، ولدت في 21 يونيو 1985 بمدينة مكسيكو في المكسيك.

## وصلات خارجية
- إينيس إيفرون على موقع IMDb (الإنجليزية)
- إينيس إيفرون على موقع ألو سيني (الفرنسية)
- إينيس إيفرون على موقع تيرنر كلاسيك موفيز (الإنجليزية)
- إينيس إيفرون على موقع أول موفي (الإنجليزية)
- إينيس إيفرون على موقع قاعدة بيانات الفيلم (الإنجليزية)
- إينيس إيفرون على موقع كينوبويسك (الروسية)